# 오프닝 나이트 (1977년 영화)
《오프닝 나이트》(Açilis Gecesi , Opening Night)는 미국에서 제작된 존 카사베츠 감독의 1977년 드라마 영화이다. 제나 로우랜즈 등이 주연으로 출연하였고 알 루밴 등이 제작에 참여하였다.

## 출연

### 주연
- 제나 로우랜즈
- 존 카사베츠

### 조연
- 벤 가자라
- 조안 블론델
- 폴 스튜어트
- 조라 램퍼트
- 로라 존슨

## 기타
- 제작팀장: 마이클 랠리
- 미술: 브라이언 라이먼
- 의상: 알렉산드라 코윈-핸킨
- 배역: 프로메시스 페이션트